# Prosimulium flaviantennum
Prosimulium flaviantennum är en tvåvingeart som först beskrevs av Stains och Frank Hall Knowlton 1940.  Prosimulium flaviantennum ingår i släktet Prosimulium och familjen knott. Inga underarter finns listade i Catalogue of Life.